# Ivar Nørgaard
Ivar Nørgaard (født 26. juli 1922 i Kgs. Lyngby, død 3. november 2011 i Bagsværd) var en dansk politiker fra Socialdemokraterne og tidligere minister. Ivar Nørgaard var medstifter af foreningen Frit Forum - Socialdemokratiske Studerende. Han var medlem af Folketinget i perioden 1966-94 valgt i Hvidovrekredsen, og har beklædt flere ministerposter i de socialdemokratiske regeringer fra 1965 til 1982.
Hans forældre var sognerådsformand Ingvar Nørgaard (1882-1982) og Olga Nikoline Persson (1885-1933). Ivar Nørgaard blev den 8.11.1947 i Kgs. Lyngby gift med Inge Gothenborg, født 4.12.1920 i Århus, død 19.10. 1972 i Bagsværd. Den 16.3. 1974 blev han i Brøndby gift med børne- og ungdomskonsulent Sonja Saaskin.
Ivar Nørgaard er opvokset i Lyngby, blev student 1941. Han var medlem af DSU og medstifter af den socialdemokratiske studenterforening, Frit Forum. Han blev Cand.polit. 1947, og var i en kort periode ansat i tolddepartementet. Fra 1948 til 1955 var han sekretær i Arbejderbevægelsens Erhvervsråd. 1957 blev han forstander for Esbjerg Højskole. 1961 blev han politisk chefredaktør for dagbladet Aktuelt og blev dermed medlem af Socialdemokratiets hovedbestyrelse. 1964 blev han Aktuelts chefredaktør og samtidig formand for AOF (Arbejdernes oplysningsforbund).
Under Jens Otto Krags regeringsperiode blev han 1972 kendt som medunderskriver af EF-traktaten. Han var formand for EF's ministerråd i Danmarks første formandsperiode i 1973 og vicepræsident i EF-Parlamentet. Han har været medlem af repræsentantskabet for Danmarks Nationalbank, og været formand for den danske delegation til Europarådet.
Efter at han havde forladt posten som økonomiminister i Anker Jørgensens regering i 1982 var Nørgaard medlem af Folketinget til 1994. Fra 1991 til 1994 var han formand for Folketingets Markedsudvalg og var fra 1992 til 2008 formand for Pensionisternes Samvirke. På flere forskellige poster ydede han en betydelig indsats for ældresagen gennem mange aktive år som pensionist. Den 26. april 2010 modtog Ivar Nørgaard, Ældrerådenes Hæderspris 2010. Han har endvidere været medlem af bestyrelsen i Det Danske Travselskab og var indtil nogle måneder før sin død aktiv som formand for beboerforeningen i seniorbofællesskabet Hareskovbo i Bagsværd.
Han er begravet på Sorgenfri Kirkegård.

## Ministerperioderne
I perioden 1965 til 1982 sad han sammenlagt 13 år på forskellige ministerposter. Da Jens Otto Krag i 1965 dannede sin anden regering, blev Ivar Nørgaard minister. Han var i sine ministerperioder fra 1972 til 1982 med i en stor del af de centrale regeringsudvalg hvor hans indsigt og erfaring gav ham indflydelse.
- Økonomiminister i Regeringen Jens Otto Krag II fra 24. august 1965, fra 1. oktober 1967 tillige minister for europæiske markedsanliggender til 2. februar 1968.
- Minister for udenrigsøkonomi, europæiske markedsanliggender samt nordiske anliggender i Regeringen Jens Otto Krag III fra 11. oktober 1971 til 5. oktober 1972.
- Minister for udenrigsøkonomi, europæiske markedsanliggender samt nordiske anliggender i Regeringen Anker Jørgensen I fra 5. oktober 1972 til 6. december 1973.
- Minister for udenrigsøkonomi, europæiske markedsanliggender samt nordiske anliggender i Regeringen Anker Jørgensen II fra 6. december 1973 til 27. februar 1977.
- Miljøminister i Regeringen Anker Jørgensen III fra 30. oktober 1978 til 26. oktober 1979.
- Økonomiminister og miljøminister i Regeringen Anker Jørgensen IV fra 26. oktober 1979 til 30. december 1980, afgav posten som miljøminister den 28. februar 1980.
- Økonomiminister i Regeringen Anker Jørgensen V fra 30. december 1980 til 10. september 1982.